# Gaspar Sanz

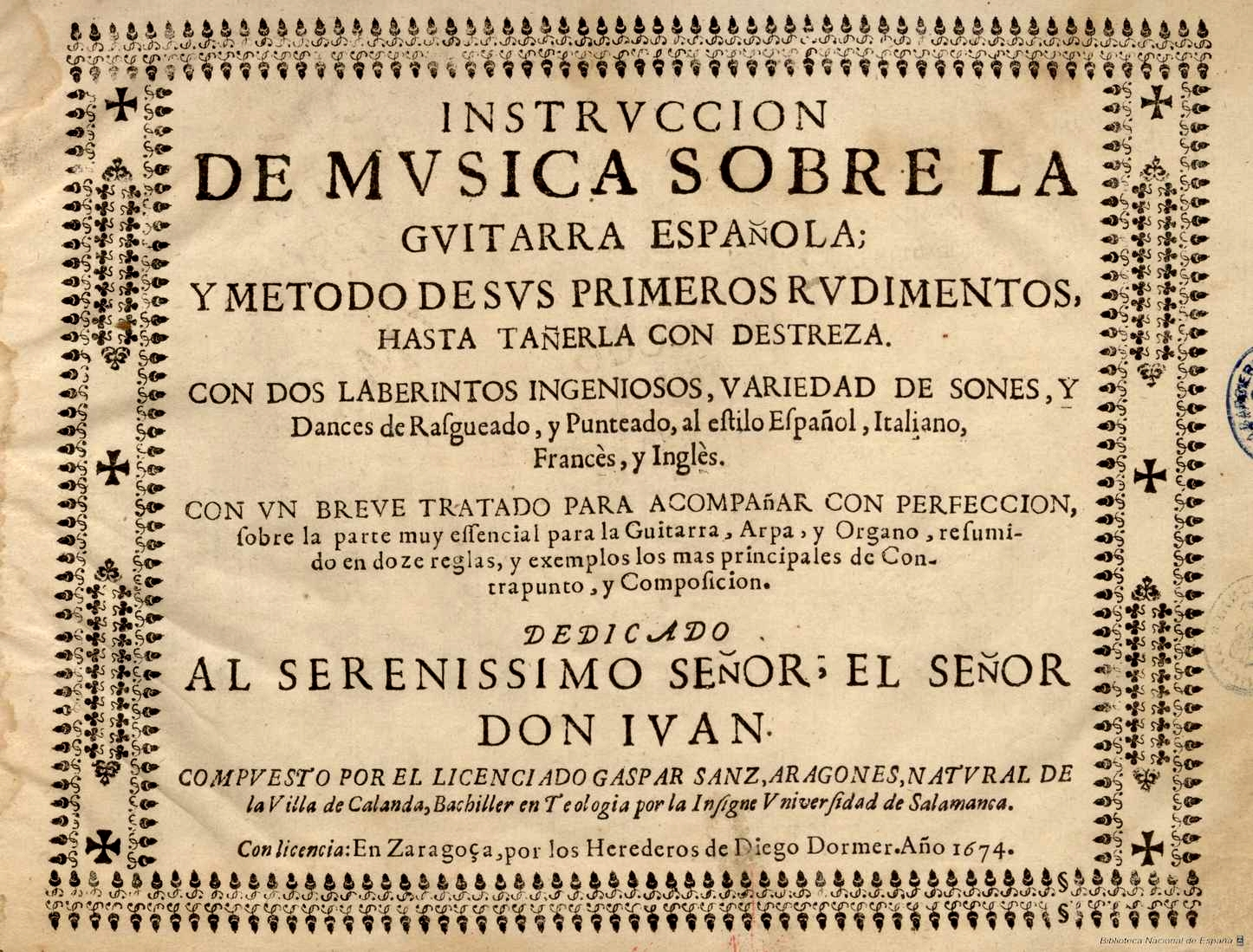
Gaspar Sanz gitáriskolája

Gaspar Sanz (Calanda, Aragónia, 1640. április 4. – Madrid, 1710.), eredeti nevén Francisco Bartolomé Sanz Celma spanyol barokk zeneszerző és gitárművész. A spanyol gitárról írott műve a maga korában a legteljesebb, legátfogóbb leírását adta e hangszernek.

## Élete
A salamancai egyetemen teológiát, filozófiát és zenét tanult. Bachiller en teologia címet szerzett, később ugyanott zenét tanított. Itáliába utazott, előbb Nápolyban tanult orgonálni Cristoforo Caresana-tól, akitől később örökölte a nápolyi Királyi Kápolna orgonistájának posztját, majd Rómában vett gitárleckéket Lelio Colista-tól.
Visszatérve Spanyolországba, 1674-ben Zaragozában adta ki a barokk gitárról írt híres művének, gitáriskolájának első kötetét La Instrucción de música sobre la guitarra española y métodos de sus primeros rudimentos hasta tañer con destreza címen. A könyv 49 gitárdarabot, emellett zeneelméleti, játéktechnikai ismereteket és a gitár húrozásával, hangolásával kapcsolatos tudnivalókat tartalmaz. A második kötet Libro segundo de cifras sobre la guitarra española 1675-ben jelent meg, Sanz 36 kompozícióját foglalja magában, a harmadik kötet pedig Libro tercero de mùsica de cifras sobre la guitarra española címen 13 passacalle-t közöl. A három művet 1697-ben egyetlen kötetben, az első kötet címével adta ki.

## Művei

### Instruccion de Musica…
Instruccion de Musica sobre la Guitarra Española (Tomo 1, 1674)
- Gallardas con otros dances Españolas  para los que enpieçan a Tañer Rasgueado, y aprenden a dançar
- Granduque de Florencia con otros Sonadas estrangeras, para los que son curiosas
- Gallarda, con otros Sones para los que enpieçan a Tañer de punteado la Guitarra
- Passacalles sobre la D con muchas Diferencias para soltar Una y otra mano
- Jacaras
- Canarios
- Preludio y Fantasia
- Sesquialtera
- Alemanda, la Serenissima
- Giga, al aire Ingles
- Zarabanda Francesa
- Preludio, o Capricho, arpeado por la cruz
- Sesquialtera
- Alemanda, la Preciosa
- Coriente
- Zarabanda Francesa
- Fuga 1 por primer Tono, al ayre Español
- El que gustare de falsas ponga cuido en estos cromaticos
- Fuga 2, al ayre de jiga
- Zarabanda Francesa
- Passacalles por la E
- Passacalles por la Cruz

### Libro Segundo…
Libro Segundo, de cifras sobre la Guitarra Española (Tomo 2, 1675)
- Gallardas
- Las hachas
- La Buelta
- Folias
- Rujero
- Paradetas
- Matachin
- Zarabanda
- Jacaras
- Chacona
- Españoletas
- Españoletas por otro Pũnto las que se sigue
- Pasacalles
- Canarios
- Otros Canarios
- Villanos
- Marionas
- Marizapalos
- Granduque
- Otro Granduque
- Passacalles
- Pavanas por la D, con Partidas al Aire Español
- Giga
- Bailete Frances
- Passacalles por la O
- Clarines y Trompetas con Canciones muy curiosas Españolas, y de estranjeras Naciones:
- Cavaleria de Napoles, con dos Clarines
- Canciones
- La Garzona
- La Coquina Francesa
- Lantururu
- La Esfachata de Napoles
- La Miñona de Cataluña
- La Minina de Portugal
- Dos Trompetas de la Reyna de Suecia
- Clarin de los Mosqueteros del Rey de Francia

### Libro Tercero…
Libro Tercero, de Musica de cifras sobre la Guitarra Española (Tomo 3, 1697)
- Pasacalles por la C, por cruçado y por quinto tono punto alto
- Prosiguen mas diferencias sobre los antecedentes Passacalles con falsas a tres y cuatro voces y cromaticos
- Passacalles por la I, por patilla, y por Octavo tono punto alto
- Passacalles por la E y la D, por cinco y seis, y por Primero y Quarto Tono
- Passacalles por la Cruz y K, por el Siete y el Ocho, por Tercer Tono y 4° punto alto
- Passacalles por la H, por el Quatro, y por Quinto Tono Punto bajo
- Passacalles por la G y B, por la Tres y Dos, y por el Sexto y Quinto Tono
- Passacalles por la O, por el Uno bemolado, y por Segundo Tono
- Passacalles por la L, por el Dos bemolado, y por Primer Tono punto bajo
- Passacalles por la K, por el Ocho, y por Quinto tono punto alto